# 슬픔은 그대 가슴에 (1934년 영화)
《슬픔은 그대 가슴에》(Imitation Of Life)는 미국에서 제작된 존 M. 스탈 감독의 1934년 드라마 영화이다. 클로데트 콜베르 등이 주연으로 출연하였고 칼 리믈 주니어 등이 제작에 참여하였다.
이 영화는 아카데미 작품상, 조감독상, 음향효과상, 이렇게 3개의 아카데미상 후보에 지명되었다.

## 출연

### 주연
- 클로데트 콜베르
- 워렌 윌리엄

### 조연
- 네드 스팍스
- 루이스 베버스
- 주아니타 퀴글리
- 로첼 허드슨

## 기타
- 제작책임: 모리스 피버
- 조감독: 스콧 R. 빌
- 미술: 찰스 D. 홀